# Colênquima

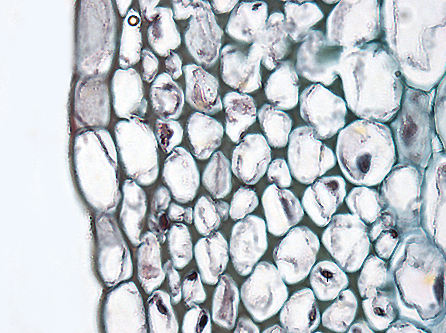
Corte histológico transversal destacando células colenquimáticas (colênquima angular).

Em botânica, chama-se colênquima a um tecido semelhante ao parênquima em que as células possuem a parede primária espessada, cujo espessamento em geral é desuniforme, e que ajudam a suportar órgãos em crescimento. Ocorre sob a forma de "cordões"; é espesso e brilhante. Possui celulose, substâncias pécticas e água, e suas células podem conter cloroplastos. O termo é derivado da palavra grega 'colla'.
O brilho presente no colênquima em lâminas histológicas frescas se deve a que sua parede celular primária é rica em pectinas, que são substâncias altamente hidrofílicas. Quando são feitas lâminas permanentes, esta região se desidrata e retrai, tornando-se escura sob o microscópio ótico.
De uma forma simplificada, trata-se de um tecido especializado na sustentação esquelética dos vegetais. É formado por um grande número de células vivas alongadas, dotadas de paredes grossas e flexíveis, muito resistentes, com depósitos de celulose reforçados.
As células do tecido colênquima podem medir até 1,5 milímetros de comprimento, por 40 a 50 micrômetros de diâmetro e se organizam em feixes longitudinais, logo abaixo da epiderme, nas partes jovens dos caules, pecíolos foliares e pedúnculos de flores e frutos. Também, por ser formado por células vivas que crescem por alongamento, o colênquima proporciona sustentação aos caules sem impedir o seu pleno crescimento.
As células do colênquima, em um corte transversal do caule, normalmente aparecem encostadas ou muito próximas à epiderme.
Há diferentes tipos de colênquima:
- Colênquima angular - Há espessamento da parede celular nos ângulos da célula e ao longo das mesmas. É o tipo mais comum e ocorre nos caules e pecíolos.
- Colênquima lamelar - Apresenta espessamento em todas as paredes tangenciais (periclinais), mas não tem espessamento nas paredes anticlinais. É pouco comum e ocorre em caules jovens e pecíolos.
- Colênquima lacunar - Com as paredes espessadas nos ângulos, mas apresentando espaços intercelulares (lacunas), ao redor dos quais também há espessamento de parede celular.
- Colênquima anelar - Com todas paredes espessadas da célula. O protoplasto apresenta-se cilíndrico.

O colênquima promove sustentação mecânica para os órgãos vegetais, assim como o esclerênquima, mas o colênquima é flexível, enquanto o esclerênquima é lenhoso, rígido. Além disto, o colênquima é subepidérmico e ocorre em órgãos aéreos, enquanto o esclerênquima não tem posição específica e ocorre em todo o corpo da planta. As células do colênquima são vivas, com parede primária e rica em pectina, podendo inclusive apresentar cloroplastos no citoplasma; já o esclerênquima é formado por células mortas, com paredes primárias e secundárias. O vento estimula a produção de colênquima nos órgãos aéreos.